# Lausi
Lausi (Lauisi, Lau-usi) ist ein osttimoresischer Suco und Aldeia im Verwaltungsamt Aileu Vila (Gemeinde Aileu).

## Geographie
Der Suco Lausi liegt im Südosten des Verwaltungsamts Aileu Vila. Das Hauptterritorium befindet sich südlich des Monofonihun, eines Nebenflusses des Nördlichen Laclós. Nördlich liegt der Suco Fahiria und südlich der Suco Lequitura. Im Nordosten grenzt Lausi an das Verwaltungsamt Lequidoe mit seinen Sucos Manucassa, Acubilitoho und Betulau und im Südosten an das Verwaltungsamt Maubisse (Gemeinde Ainaro) mit seinem Suco Maulau. Im Westen trennt ein nur etwa ein Kilometer breiter Streifen der Sucos Fahiria und Bandudato das Hauptterritorium von Lausi von seiner Exklave Riafusun. Diese Aldeia liegt südlich des Sucos Seloi Malere, getrennt durch den Manolane, einem Quellfluss des Monofonihun. Im Westen und Süden grenzt Riafusun an den Suco Liurai.
2003 waren zu Lausi die Sucos Lequitura im Südwesten und Hurai Raco im Südosten zugeschlagen worden, so dass Lausi eine Fläche von 5,24 km² hatte. 2015 kam noch ein Großteil des Gebiets von Bandudato im Norden dazu, so dass sich das Territorium von Lausi auf 42,40 km² vergrößerte. 2017 wurde aber Lequitura mit den Aldeias Lequitura und Rairema wieder abgetrennt und eigenständig.
Der heutige Suco Lausi teilt sich in die drei Aldeias Erbuti, Lausi und Riafusun. In Riafusun befindet sich das Dorf Raifusa (Raifusu, Raifusan) und am Monofonihun in der Aldeia Erbuti das Dorf Erbuti, mit der einzigen Grundschule des Sucos.

## Einwohner
2022 lebten in Lausi gehörenden Aldeias 717 Einwohner. Davon waren 374 Männer und 343 Frauen. Im Suco gibt es 137 Haushalte. Über 85 % der Einwohner des damaligen Lausis gaben Mambai als ihre Muttersprache an. Der Rest sprach  Tetum Prasa.

## Politik
Bei den Wahlen von 2004/2005 wurde Domingos de Araújo zum Chefe de Suco gewählt. Bei den Wahlen 2009 gewann Domingos Mendes und 2016 Adelaide de Carvalho. Sie wurde 2023 wiedergewählt.